# Marek Dyjak

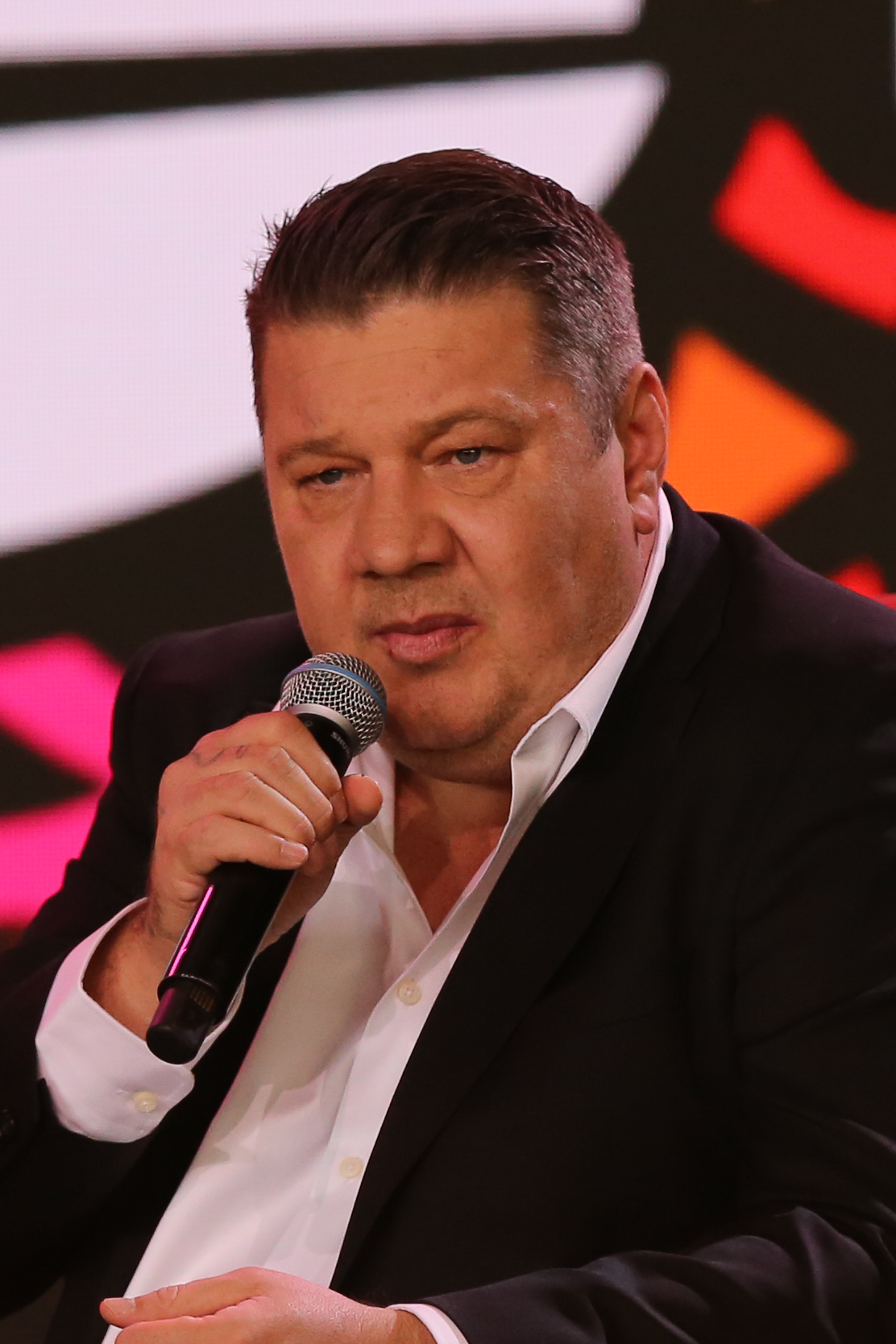
Pol'and'Rock Festival 2023

Marek Dyjak est un compositeur et chanteur polonais né le 18 avril 1975 à Świdnik.

## Biographie
Plombier de formation initiale, il est lauréat du Festival de la chanson étudiante de Cracovie, lauréat du Festival artistique de la jeunesse à Świnoujście et deuxième prix au Festival international de chant de Bydgoszcz. 
Il compose la musique de la pièce Crime et Châtiment, mise en scène par Edward Żentara. En outre, il écrit de la musique pour Le Maître et Marguerite, mis en scène par Andrzej Marczewski. 
Il joue également dans le film d'Adek Drabiński Kalipso ou il tient le rôle d'un aveugle dans Faust, mis en scène par Fred Apke.
Il dirige le groupe jouant sous son nom, qui comprend Jerzy Małek (trompettiste), Zdzisław Kalinowski (pianiste), Łukasz Borowiecki (contrebassiste), Arkadiusz Skolik (batteur). En plus de jouer avec son groupe, il joue aussi en solo ou seulement avec un trompettiste.

## Publications
- Arkadiusz Bartosiak Łukasz Klinke, Marek Dyjak, Polizany przez Boga, 2014, Agora,  (ISBN 9788326813825).

## Discographie

### Albums
| titre            | année |
| ---------------- | ----- |
| Sznyty           | 1997  |
| Dyjak od wschodu | 1998  |
| W samą porę      | 2001  |
| Ostatnia         | 2004  |
| Jeszcze raz      | 2009  |
| Teraz            | 2010  |
| Publicznie       | 2011  |
| Moje Fado        | 2011  |
| Kobiety          | 2013  |
| Pierwszy śnieg   | 2017  |
| Gintrowski       | 2019  |

## Filmographie
- Walentynki (étude, 1999)
- Kalypso (long métrage, 2000, dans le rôle de Berbeć, performance musicale)
- Łódź płynie dalej (etude, 2004, dans le rôle d'un client du bar)
- Zapach kawy (étude, 2008, dans le rôle de Bolec)
- Les Frères Karamazov (émission de télévision, 2012, musique)
- Świętokrzyskie sztetle (documentaire, 2012, musique)
- Les Voisins (long métrage, 2014, dans le rôle de Ważniak)
- Rojst (série, 2018, dans le rôle de Haśnik)